# یان مارتل
یان مارتل (انگلیسی: Yann Martel؛ زادهٔ ۱۹۶۳) نویسنده، پدیدآور و رمان‌نویس اهل کانادا است.
او در سال ۲۰۰۲ موفق شد برای نوشتنِ کتابِ زندگی پی برندهٔ جایزه ادبی من بوکر شود.

## کتاب‌های ترجمه‌شده به فارسی
- بئاتریس و ویرژیل، رمان، ترجمهٔ کاوه فولادی نسب همراه با مریم کهنسال‌نودهی، نوشتهٔ یان مارتل، تهران، نشر چشمه، ۱۳۹۴[۱] شابک ‎۹۷۸−۶۰۰−۲۲۹−۴۶۷−۸[۲]
- زن‍دگ‍ی پ‍ی، رمان، ترجمهٔ گیتا گرکانی، تهران، نشر علم، ۱۳۸۳[۳]